# Firestarter (film, 1984)
Cet article concerne le film de Mark L. Lester. Pour le film de Don Bluth, voir Charlie.
Pour les articles homonymes, voir Firestarter et Charlie.
Pour plus de détails, voir Fiche technique et Distribution.
Firestarter, ou Charlie au Québec, est un film américain réalisé par Mark L. Lester, sorti en 1984. Il s'agit d'une adaptation du roman Charlie de Stephen King, paru en 1980, narrant l'histoire d'une petite fille, Charlie, dotée du pouvoir de pyrokinésie qui se retrouve poursuivie avec son père par une agence gouvernementale secrète qui cherche à l'utiliser à des fins militaires. Le rôle de Charlie est interprétée par Drew Barrymore, tandis que David Keith, George C. Scott et Martin Sheen complètent la distribution. 
Tourné entre septembre et novembre 1983 en Caroline du Nord et produit par Dino De Laurentiis, le film sort dans les salles américaines en mai 1984 avec un accueil critique s'avère assez mitigé et un succès commercial modéré, mais trouvera un nouveau public avec le marche de la VHS. 
Un reboot produit par Blumhouse Productions sort pratiquement trente-huit ans après la version de 1984 aux États-Unis, mais est largement éreinté par la critique.  

## Synopsis
Andy McGee (David Keith) et Victoria « Vicky » Tomlinson (Heather Locklear), sont soumis à une expérience commandée par le Dr Joseph Wanless (Freddie Jones), dont le but est l'injection du "Lot 6" (une drogue qui stimule la glande pituitaire), qui permet au cobaye d'acquérir différents pouvoirs psychiques. Ce à quoi Andy et Vicky ne s'attendaient pas, c'était d'avoir une petite fille, Charlene surnommée "Charlie" (Drew Barrymore), dotée d'une incroyable beauté, mais aussi d'un terrifiant pouvoir : la pyrokinésie. Ce pouvoir lui permet d'incendier n'importe quoi et n'importe qui par la pensée.
Huit ans plus tard, Vicky est tuée par des agents d'une agence gouvernementale secrète, « Le Laboratoire », commandé par l'ambitieux Capitaine Hollister (Martin Sheen). Après que Charlie, grâce à ses pouvoirs telékinétiques, a aveuglé deux agents du Laboratoire qui tentaient de l'enlever, elle s'enfuit avec son père. C'est alors qu'apparait John Rainbird (George C. Scott), un homme impitoyable et sadique, dont le seul désir est d'avoir Charlene pour lui tout seul, et de la tuer de ses propres mains. Poursuivis par une grande partie des agents du Laboratoire, Andy et Charlie se réfugient dans la Ferme des Manders (Art Carney et Louise Fletcher). Mais bientôt les agents les retrouvent et Charlie en tue un grand nombre. Chassés par les Manders, Andy et Charlie se réfugient dans une cabane isolée qui appartenait au père d'Andy. Après avoir supprimé le Dr Wanless pendant son sommeil, Rainbird les retrouve et les enlève, après leur avoir injecté des tranquillisants.
À leur réveil au Laboratoire, Andy et Charlie sont séparés l'un de l'autre pendant des mois. Ils sont soumis à des tests contre leur gré, et interdits de se voir. Rainbird complote avec le Capitaine Hollister pour connaître personnellement Charlie. Il se fait passer par un auxiliaire borgne, qui fait le ménage dans sa chambre, pour se rapprocher d'elle et lui faire croire qu'il est son ami. Convaincue, Charlie va passer les tests, dont le degré de difficulté augmente progressivement. Plus tard, Andy réussit à contrôler la pensée du Capitaine Hollister, et l'oblige à le mener jusqu'à Charlie. Il lui donne un rendez-vous dans la grange, le soir même. Andy et Charlie se retrouvent enfin, et c'est là que Charlie découvre la véritable identité de Rainbird. Celui-ci tue le Capitaine Hollister, puis Andy. Révoltée, Charlie active son pouvoir. Elle décide de brûler le Laboratoire, ainsi que tous ses agents.
À la fin, elle retrouve les Manders dans leur ferme. Irv Manders l'accompagne jusqu'au journal The New York Times, pour qu'elle puisse raconter son histoire.

## Fiche technique
- Titre original : Firestarter
- Titres français : Firestarter (sortie en salles[1] et VHS[2]), Charlie[n 1] (éditions DVD[3],[4])
- Titre québécois : Charlie[5]
- Réalisation : Mark L. Lester
- Scénario : Stanley Mann, d'après le roman Charlie (Firestarter) de Stephen King
- Musique : Tangerine Dream
- Photographie : Giuseppe Ruzzolini
- Montage : David Rawlins et Ronald Sanders
- Décors : Giorgio Postiglione
- Costumes : Wes Eckhardt et Jennifer Butler
- Production : Frank Capra Jr.
  - Production associée : Martha Schumacher
- Sociétés de production : Dino De Laurentiis Company
- Sociétés de distribution : Universal Pictures (États-Unis), CdO (France)
- Budget : 12 000 000 $[6]
- Pays de production :  États-Unis
- Langue originale : anglais
- Format : couleur (Technicolor) — 2,35:1 — 35 mm — son mono
- Genre : thriller fantastique
- Durée : 114 minutes
- Dates de sortie : 
  - États-Unis : 11 mai 1984
  - France : 7 janvier 1987
- Classifications : 
  - États-Unis : R (Restricted)
  - France : Mention CNC : interdit aux moins de 12 ans[7]

## Distribution
- David Keith (VF : Yves-Marie Maurin) : Andrew « Andy » McGee
- Drew Barrymore (VF : Barbara Tissier) : Charlene « Charlie » McGee
- Martin Sheen (VF : Guy Chapellier) : le capitaine Hollister
- George C. Scott (VF : Jean-Claude Michel) : John Rainbird
- Freddie Jones (VF : Albert Augier) : Dr Joseph Wanless
- Moses Gunn (VF : Michel Barbey) : Dr Pynchot
- Art Carney : Irv Manders
- Louise Fletcher : Norma Manders
- Heather Locklear : Victoria « Vicky » Tomlinson McGee

## Production
Pendant le tournage de The Thing, Universal offre à John Carpenter la possibilité de réaliser le film, qui a engagé Bill Lancaster pour adapter le roman en scénario, ce que Stephen King a approuvé. Des mois plus tard, Carpenter embauche Bill Phillips pour écrire une autre version avec Richard Dreyfuss dans le rôle d'Andy, mais à la suite de la déception commerciale au box-office de The Thing, Universal remplace Carpenter par Mark L. Lester, qui s'est fait remarquer grâce à Class 1984, amenant Stanley Mann à écrire un scénario plus proche du roman que les scénarios abandonnés que Carpenter avait commandés..
Le père de Lancaster, Burt, initialement interprété comme le capitaine Hollister, a dû se retirer après une opération cardiaque et a été remplacé par Martin Sheen,.
Produit par Dino De Laurentiis, le film est le premier à être tourné dans son nouveau complexe de studios en Caroline du Nord. Tourné dans et autour de la ville de Wilmington du 12 septembre au 26 novembre 1983, c'était le premier film tourné là-bas après la commission du North Carolina Film Office et est considéré comme le lancement de la ville comme ce qui est maintenant une plaque tournante en plein essor des productions cinématographiques et télévisuelles. Plus de 1 350 projets cinématographiques et télévisuels ont été produits à Wilmington depuis Charlie.
De Laurentiis avait cherché en vain un lieu de style Autant en emporte le vent qui conviendrait à la vision du film. Après avoir vu un numéro du magazine Southern Accents qui présentait l'historique Orton Plantation, près de Wilmington, De Laurentiis, le producteur Frank Capra Jr. et Martha Schumacher se sont rendus dans la région pour un repérage et ont décidé que la propriété serait parfaite comme le siège de l'agence gouvernementale maléfique qui devait traquer Charlie.
De Laurentiis a approché James et Luola Sprunt, qui possédaient à l'époque Orton et les a surpris en leur demandant d'acheter la propriété afin qu'il puisse incendier la maison pour une scène dramatique du film. Ils ont refusé, mais ont proposé de laisser la production utiliser la propriété pour des plans extérieurs et quelques petites scènes d'intérieur. Une réplique à plus petite échelle de la maison principale a été construite pour la scène de l'incendie. Ayant depuis été utilisé dans des dizaines de films et d'émissions de télévision depuis le tournage du long-métrage, Orton appartient maintenant à Louis Moore Bacon.

## Accueil

### Sortie du film et box-office
Le film, d'abord présenté en avant-première à Bangor, dans le Maine le 9 mai 1984, sort le 11 mai 1984 aux États-Unis dans 1 356 salles et prend la troisième place du box-office lors de son premier week-end d'exploitation avec 4 726 660 $ de recettes, pour une moyenne de 3 485 $ par salles derrière Le Meilleur, sorti le même jour et Break Street 84. Ce démarrage au box-office américain est considéré comme « faible » par le magazine BoxOffice. Le long-métrage n'est jamais distribué au-delà de 1 374 salles et finit son exploitation avec 17 080 167 $, un score assez limité pour son budget de 12 000 000 $. Ce n'est qu'avec la sortie du film en VHS que le film connaîtra vraiment un succès un peu plus important.
En France, sorti en salles début janvier 1987, soit près de trois ans après les États-Unis, il passe inaperçu, ne parvenant à se hisser à la vingt-et-unième place du box-office pour sa première semaine à l'affiche avec 21 002 entrées, ce qui sera sa seule semaine de présence dans le top 30 hebdomadaire. Finalement, le film ne totalise que 70 230 entrées en fin d'exploitation, dont 10 965 entrées sur Paris et sa périphérie.

### Accueil critique
Il a reçu un accueil critique assez défavorable, recueillant 40 % de critiques positives, avec une note moyenne de 5/10 et sur la base de 35 critiques collectées, sur le site agrégateur de critiques Rotten Tomatoes. Le site Metacritic lui attribue un score moyen de 50/100 pour 7 critiques collectées. Le site l'a également classé à la 27e place des meilleures adaptations cinématographiques des romans de Stephen King et note dans son consensus que « Le premier rôle en tant que vedette de Drew Barrymore, sorti avec un succès modeste en 1984 lorsque l'actrice avait 9 ans, a été félicité pour être "assez fidèle" au roman pyrokinétique du même titre, mais critiqué pour être "ennuyeux" ».

## Exploitation ultérieure
Aux États-Unis, le film sort pour la première fois sur support vidéo en cassette VHS aux États-Unis chez MCA Home Video peu de temps après la sortie salles suivi d'une réédition en 1992, tandis que la première édition en DVD paraît chez Universal en avril 1998. La première édition en Blu-ray sort début septembre 2014 et réédité en 2019 chez Universal,, tandis que Shout Factory édite une édition collector en Blu-ray en 2017.
En France, la cassette sort chez Warner Home Video en 1988, mais devra attendre octobre 2004 pour que le long-métrage sorte en DVD chez MGM Vidéo sous le titre Firestarter (Charlie), qui sera réédité deux ans plus tard. Le 9 octobre 2018, ESC réédite le film en DVD et pour la première fois en Blu-ray, avec un remaster audio et vidéo.

## Autour du film
- Le livre Creepshows: The Illustrated Stephen King Movie Guide, écrit par Stephen Jones, indique que David Keith était le quatorzième choix[réf. nécessaire].

## Distinctions
- Saturn Awards 1985 : nominations comme meilleur film d'horreur et meilleure interprétation par une jeune actrice (Drew Barrymore)

## Nouvelle adaptation
Blumhouse Productions produit une nouvelle adaptation du roman de Stephen King, Firestarter, sortie en 2022. Zac Efron incarne le personnage d'Andrew McGee et Ryan Kiera Armstrong incarne le personnage de Charlie McGee.